# Henrik Johan de Leth (1702-1754)
 Der er flere personer med dette navn, se Henrik Johan de Leth.
Henrik Johan de Leth (født 23. august 1702 på Nørre Vosborg, død 23. marts 1754) var en dansk godsejer, far til Christen Linde de Leth.
Han var søn af den 1708 adlede Niels Leth til Nørre Vosborg og Maren f. Linde. Efter at have studeret en tid dels i København, dels i udlandet og forgæves søgt ansættelse i statens tjeneste giftede han sig 1730 med Sophie Kirstine de Linde (f. 1715), datter af hans morbroder Christen de Linde til Volstrup, og bosatte sig på sin fædrenegård, hvis drift han hjalp sin moder med indtil 1746, da han overtog gården. Han var en dygtig landmand, der forøgede gårdens areal ved opdyrkning af store kær- og hedestrækninger, men havde samtidig ord for at være hårdhjertet mod sine bønder og undergivne, ligesom han stadig var indviklet i processer dels med dem, dels med sine naboer og sin sognepræst. Han døde 23. marts 1754, hans enke 14. december 1787.